# رودا (ناحیه ژدار ناد سازاوو)
رودا (به چکی: Ruda) یک منطقهٔ مسکونی در جمهوری چک است که در ناحیه ژدار ناد سازاووو واقع شده‌است. رودا ۱۳٫۰۳ کیلومتر مربع مساحت و ۳۵۵ نفر جمعیت دارد و ۵۶۵ متر بالاتر از سطح دریا واقع شده‌است.